# Boletim cultural e estatístico
Durante o ano de 1937, a Câmara Municipal de Lisboa  editou, trimestralmente, o Boletim Cultural e Estatístico com o intuito de fornecer informação diversificada e minuciosa sobre Lisboa. A sua estrutura dividia-se em duas partes: uma, composta de textos redigidos por colaboradores convidados; outra, composta de quadros e mapas, que se subdivide nas secções «Da Estatística Municipal», da responsabilidade do Serviço de Estatística Municipal, organizada em função dos pelouros existentes à época, e «Da Estatística Geral», cuja informação é «elaborada e fornecida pelo Instituto Nacional de Estatística, como a referente às actividades extracamarárias exercidas no limite do Município de Lisboa». Cada número dispõe aproximadamente de 150 páginas, além das destinadas à fotografia, motivos gráficos ou mapas e plantas, normalmente impressas em papel diferente. Colaboram no boletim nomes como António Baião, Luiz Chaves, Alfredo da Cunha, Júlio Dantas, Henrique Quirino da Fonseca, Mário de Sampayo Ribeiro, Albino Maria Pereira Forjaz de Sampaio e José Leite de Vasconcelos; Álvaro Fontoura, Gualdino Brito Vasques, e João Inácio Lopes Ribeiro assinam textos de maior actualidade relacionados com projectos em desenvolvimento na cidade. A partir de 1938, a informação estatística prestada pelo Boletim Cultural e Estatístico  passa a incluir-se  nos Anais da Câmara Municipal que dará seguimento, em 1940, à Revista Municipal.